# Navy E Ribbon
Le Navy « E » Ribbon ou Battle Efficiency Ribbon (officieusement le Battle « E » ribbon) est une récompense d'unité pour un concours d'efficacité au combat créée le 31 mars 1976 par le secrétaire de la Marine, J. William Middendorf. Le barrette a remplacé l'écusson « E » précédemment cousu sur la manche droite de l'uniforme naval enrôlé pour les grades de E-1 à E-6.